# Conrat Frederic Atangana
Pour les articles homonymes, voir Atangana.
Conrat Frederic Atangana, né le 9 mars 1987 à Yaoundé, est un dynamophile haltérophile handisport camerounais.
À l'occasion des Jeux paralympiques d'été de 2012 à Londres, il est le tout premier et unique représentant de la délégation camerounaise à participer à la compétition. Atangana était le porte-drapeau du pays pour les cérémonies d'ouverture des Jeux de 2012. Engagé dans la catégorie des moins de 56 kg, il termine à la neuvième place en levant 155 kg .
Né en 1987  Atangana a contracté la polio quand il était très jeune, la maladie lui a laissé un handicap physique qui affecte sa jambe gauche, et il se déplace avec des béquilles.
L'international camerounais s'engage d'abord dans le handi-sport en 2004 grâce au volleyball assis ; sur les conseils d'un ami, il part s'installer  dans la capitale camerounaise pour s'entraîner plus sérieusement. Il est immédiatement repéré et sélectionner pour travailler avec les meilleurs handi athlètes du pays et, tout-à-tout, passe à la dynamophilie, au basketball en fauteuil roulant et à l'athlétisme, il représentera ensuite le Cameroun dans les trois sports, y compris aux Jeux paralympiques d'été de 2012 où il était le premier paralympien de son pays aux Jeux de 2012, et il a remporté plusieurs médailles aux Jeux de la francophonie africaine pour les handicapés.

## Parcours sportif
Atangana a participé aux Jeux Africains de la Francophonie pour les Handicapés en 2006 (JAPHAF), où il remporte une médaille d'or en dynamophilie. Il était de retour pour l'édition 2007 à Nouakchott, en Mauritanie, l'édition 2009 à Niamey au Niger et l'édition 2011 à Yaoundé où il a remporté chaque fois l'or.
Il a participé aux Jeux de la francophonie africaine de 2008 pour les handicapés, remportant l'or dans l'épreuve masculine de 52 kg avec une élévation de 140 kg.
Cinq powerlifters camerounais ont concouru au Fazza Powerlifting-Dubai IPC de 2011, mais c'est Atangana qui a finalement décroché une place qualificative pour Londres après la compétition, lors d'un événement IPC Powerlifting 2012 à Dubaï, il a réussi une remontée de 160 kg.
Atangana est resté impliqué dans le sport après les Jeux de 2012, participant à la première compétition des Jeux Paralympiques d'été 2016, à un événement en septembre 2015 à Brazzaville au Congo, il a terminé troisième dans la catégorie -59 kg avec un meilleur lift de 160 kg  Il a terminé 2015 en se classant dix-neuvième au monde chez les hommes de -59 kg avec une meilleure remontée de 160 kg. Il était non classé en 2009, 2010, 2011, 2013 et 2014
Avant le début des Jeux de Londres, la délégation camerounaise était à l'Université de Bath du 15 au 19 août. Là, Atangana et sept autres para-powerlifters camerounais ont travaillé avec des formateurs internationaux pour réétalonner leur forme pour la compétition car le Cameroun manquait de technique. connaissances pour fournir un encadrement adéquat dans le pays. [26] Les problèmes de financement de la délégation du Cameroun étaient la principale raison pour laquelle Atangana était le seul représentant du pays à Londres. Obtenir l'accès à des fonds pour participer à la compétition était impossible pour la plupart des joueurs invités à Londres.

## Athlétisme
Atangana est un athlète classé T53 / F53. Participant aux Jeux d'Alger 2007, il termine à la quatrième place du lancer du poids. En 2008, il accueille les Jeux de la francophonie africaine pour les personnes handicapées. Il rafle de nombreuses médailles, dont une d'argent au lancer du poids. En 2013, le Cameroun a envoyé une délégation à l'Omnium tchèque où l'athlète repartira avec une médaille de bronze au javelot.
En 2014, il prend également part à la Rencontre paralympique d'athlétisme Paris Seine-S 2014, terminant 6e du javelot avec un lancer de 17,93 mètres et sixième du lancer du poids avec un lancer de 6,81 mètres.

## Handi-basket
Joueur de 3,5 points, Atangana a fait plusieurs apparitions pour l'équipe nationale masculine du Cameroun. Il a participé aux Jeux Africains de la Francophonie 2006 pour les Handicapés en tant que membre de l'équipe nationale du Cameroun. Son équipe a remporté une médaille d'or. Il a reproduit cette performance aux éditions 2007 et 2008. Il faisait partie de l'équipe camerounaise aux Jeux panafricains de 2007 en Algérie.

## Réfugié
Après avoir représenté le Cameroun sur la scène internationale, Atangana et deux autres para-sportifs camerounais se sont rendus en France où ils ont demandé le statut de réfugié. inalement, Atangana et ses compagnons para-sportifs camerounais Jean Solange Avah Mbida et Hervé Ndi ont décidé que les problèmes au Cameroun étaient trop graves  et sont allés au Pas-de-Calais en France en tant que réfugiés. Le groupe a choisi la ville parce que le football camerounais Marc-Vivien Foé était là pour aider à leur transition. Il a deux filles et il vit à Nantes en France.
Avant le début des Jeux de Londres, la délégation camerounaise était à l'Université de Bath du 15 au 19 août. Là, Atangana et sept autres para-powerlifters camerounais ont travaillé avec des formateurs internationaux pour réétalonner leur forme pour la compétition car le Cameroun manquait de technique et d'un encadrement adéquat dans le pays. Comme à l'accoutumée, les problèmes de financement de la délégation du Cameroun sont la principale raison pour laquelle Atangana était le seul représentant du pays aux JO de Londres. Obtenir l'accès à des fonds pour participer à Londres n'était pas accessible aux autres ressortissants de son Pays.

## Palmarès
- 3 fois champion du Cameroun
- En 2011, il est médaille d'or d’haltérophilie aux 10e JAPHAT - Jeux de l'Avenir pour Personnes Handicapées d'Afrique de Yaoundé[5].
- Médaille d'or d’haltérophilie aux Jeux de l'Avenir pour Personnes Handicapées d'Afrique de  à Niamey au Niger
- Médaillé d’or en Basket Ball aux JAPHAT Cameroun 2008
- Médaillé d’or en Haltérophilie aux JAPHAT Cameroun 2008
- 2nd au lancer (poids/javelot) aux JAPHAT Cameroun 2008
- Médaillé d’argent en Basket Ball aux JAPHAT à Nouakchott en Mauritanie en 2007
- Médaillé d’argent en Haltérophilie aux JAPHAT  à Nouakchott en Mauritanie en 2007
- 4e  au Lancer de poids à Alger en 2007
- Médaille d'or en dynamophilie aux Jeux Africains de la Francophonie pour les Handicapés en 2006 (JAPHAF)